# Milica Milošev
Milica Milošev (in serbo Милица Милошев?; Vršac, 11 aprile 1993) è un'ex cestista montenegrina.

## Carriera
Con il Montenegro ha disputato i Campionati europei del 2017.